# صورتک‌ها (فیلم ۱۹۸۷)
«صورتک‌ها» (فرانسوی: Masques‎) یک فیلم به کارگردانی کلود شابرول است که در سال ۱۹۸۷ منتشر شد.

## بازیگران
- فیلیپ نوآره
- روبن رنوچی
- دومینیک زاردی
- مونیک شومت